# Real Companhia Velha
Real Companhia Velha Lda. ist ein Portweinerzeuger und Handelshaus aus Vila Nova de Gaia bei Porto und in der Nähe des Anbaugebiets Alto Douro in Portugal. Das Unternehmen wurde 1756 gegründet und ist heute bekannt durch seine Marke „Royal Oporto“.